# Polipèptid inhibidor gàstric
El polipèptid inhibidor gàstric (habitualment abreviat com a GIP, de l'anglès Gastric inhibitory polypeptide), o pèptid inhibidor gàstric, també conegut com a polipèptid insulinotròpic dependent de la glucosa (també abreujat com GIP), és una hormona inhibidora de la família de les secretines. Tot i que és un inhibidor feble de la secreció d'àcid gàstric, la seva funció principal és estimular la secreció d'insulina.
El GIP, juntament amb el pèptid similar al glucagó tipus 1 (GLP-1), pertany a una classe de molècules anomenades incretines.